# قائمة البعثات الدبلوماسية الأردنية

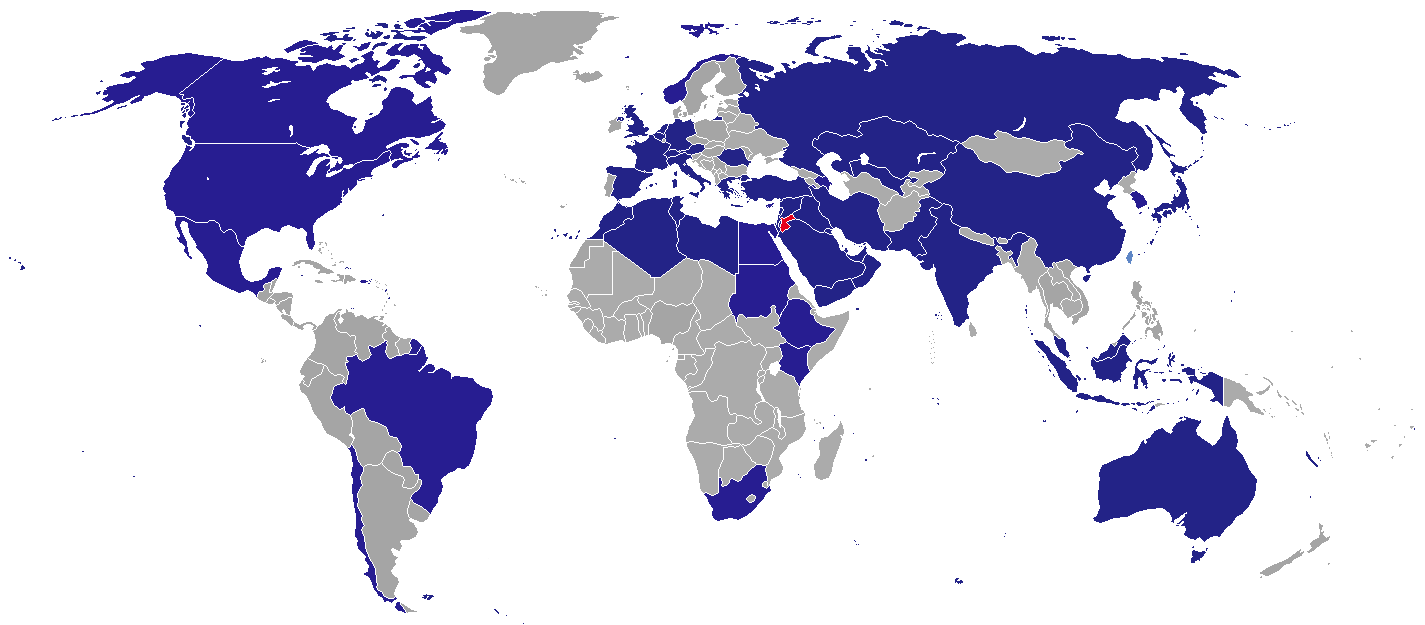
الدول التي تستضيف بعثة دبلوماسية أردنية

هذه  قائمة البعثات الدبلوماسية الأردنية في الخارج

## أوروبا

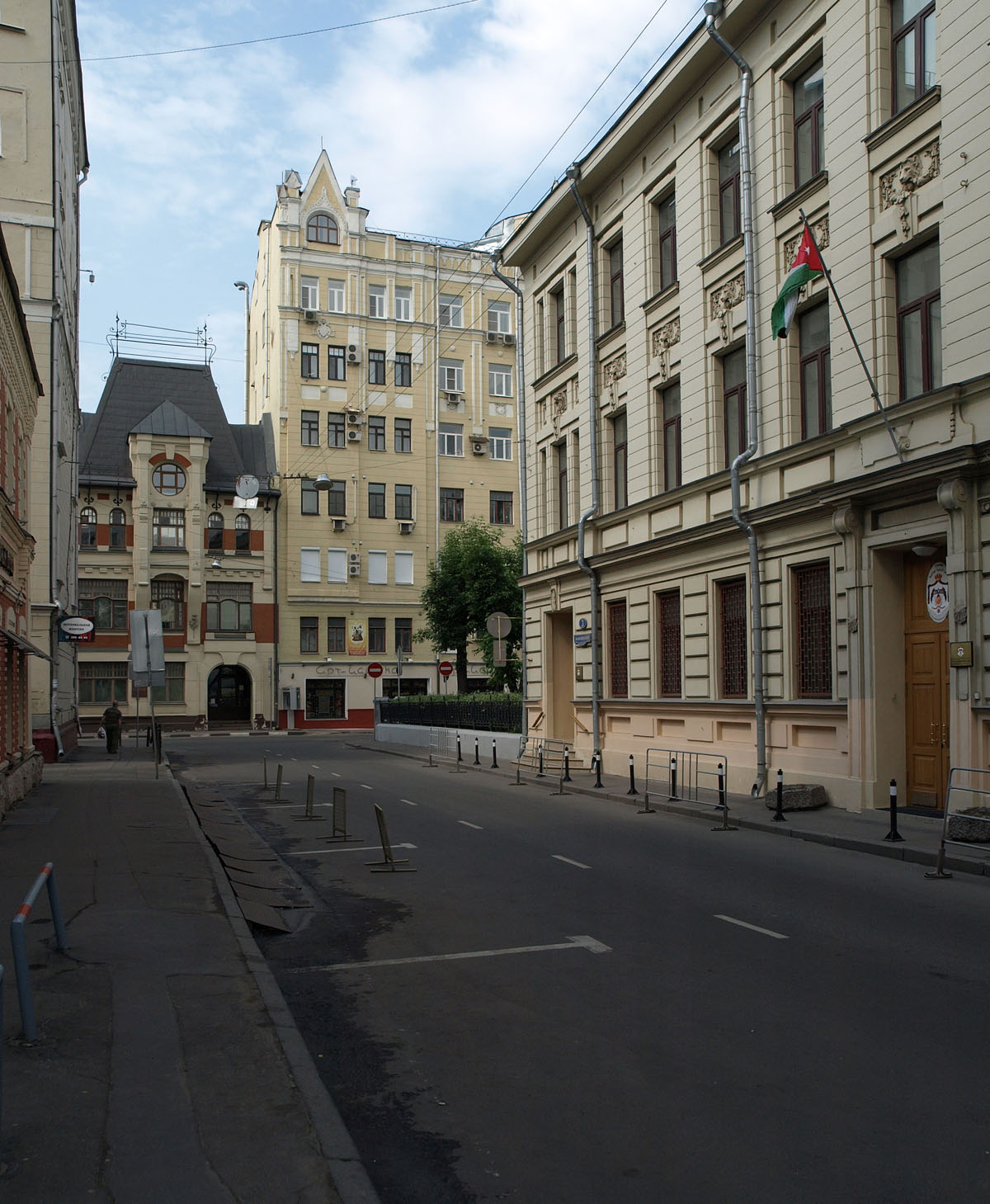
السفارة الأردنية في موسكو

| - النمسا - فيينا (سفارة) - بلجيكا - بروكسل (سفارة) - فرنسا - باريس (سفارة) - ألمانيا - برلين (سفارة) - اليونان - اثينا (سفارة) - إيطاليا - روما (سفارة) - بلجيكا - لاهاي (سفارة) | - رومانيا - بوخارست (سفارة) - روسيا - موسكو (سفارة) - اسبانيا - مدريد (سفارة) - سويسرا - برن (سفارة) - المملكة المتحدة - لندن (سفارة) - قبرص - نيقوسيا |

## أمريكا الشمالية

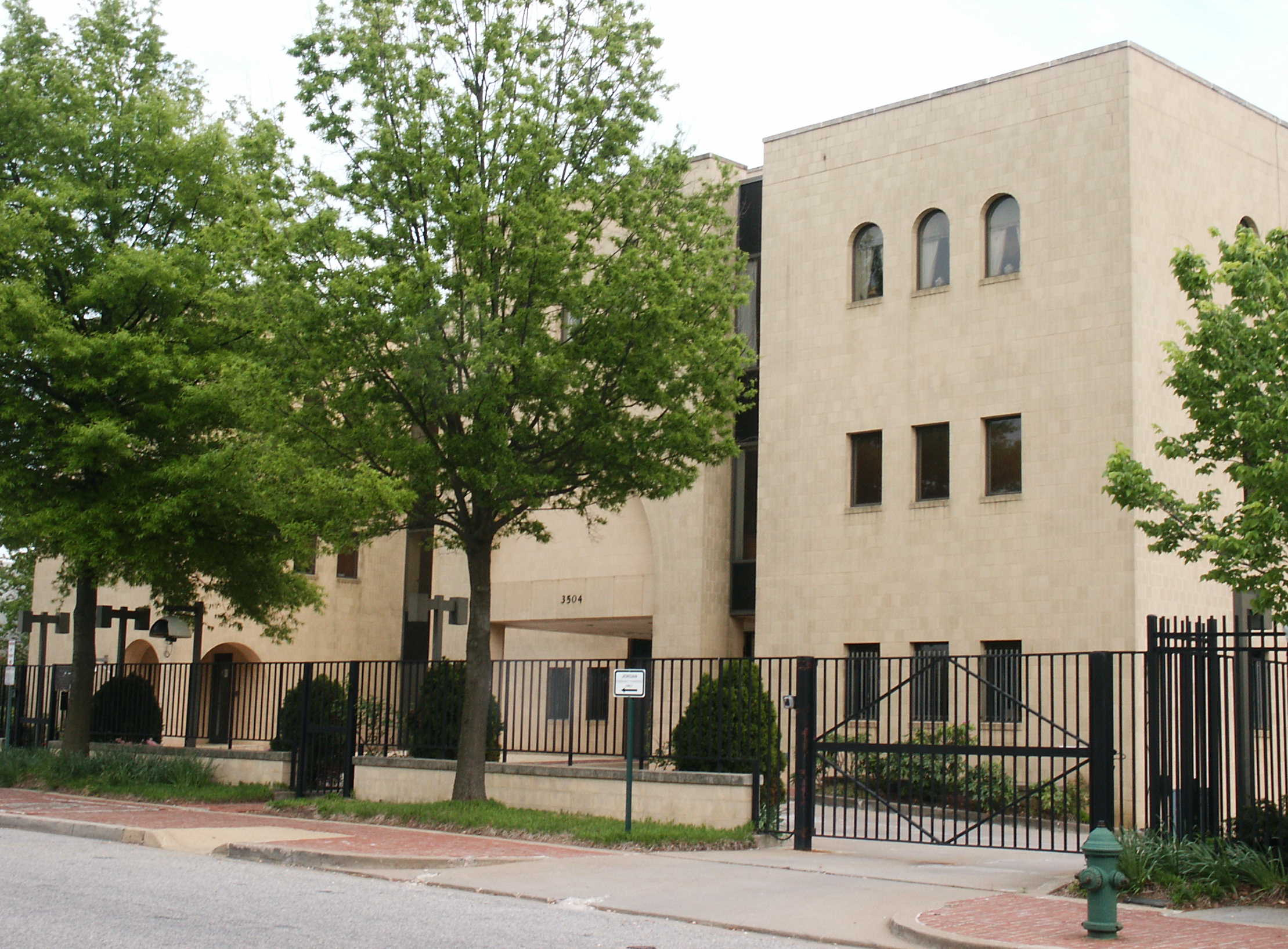
السفارة الأردنية في واشنطن العاصمة

- كندا
  - أوتوا (سفارة)
- الولايات المتحدة
  - واشنطن العاصمة (سفارة)
- المكسيك
  - مكسيكو

## أمريكا الجنوبية
- -  البرازيل
- برازيليا (سفارة)
- تشيلي
  - سانتياغو (سفارة)

## اسيا

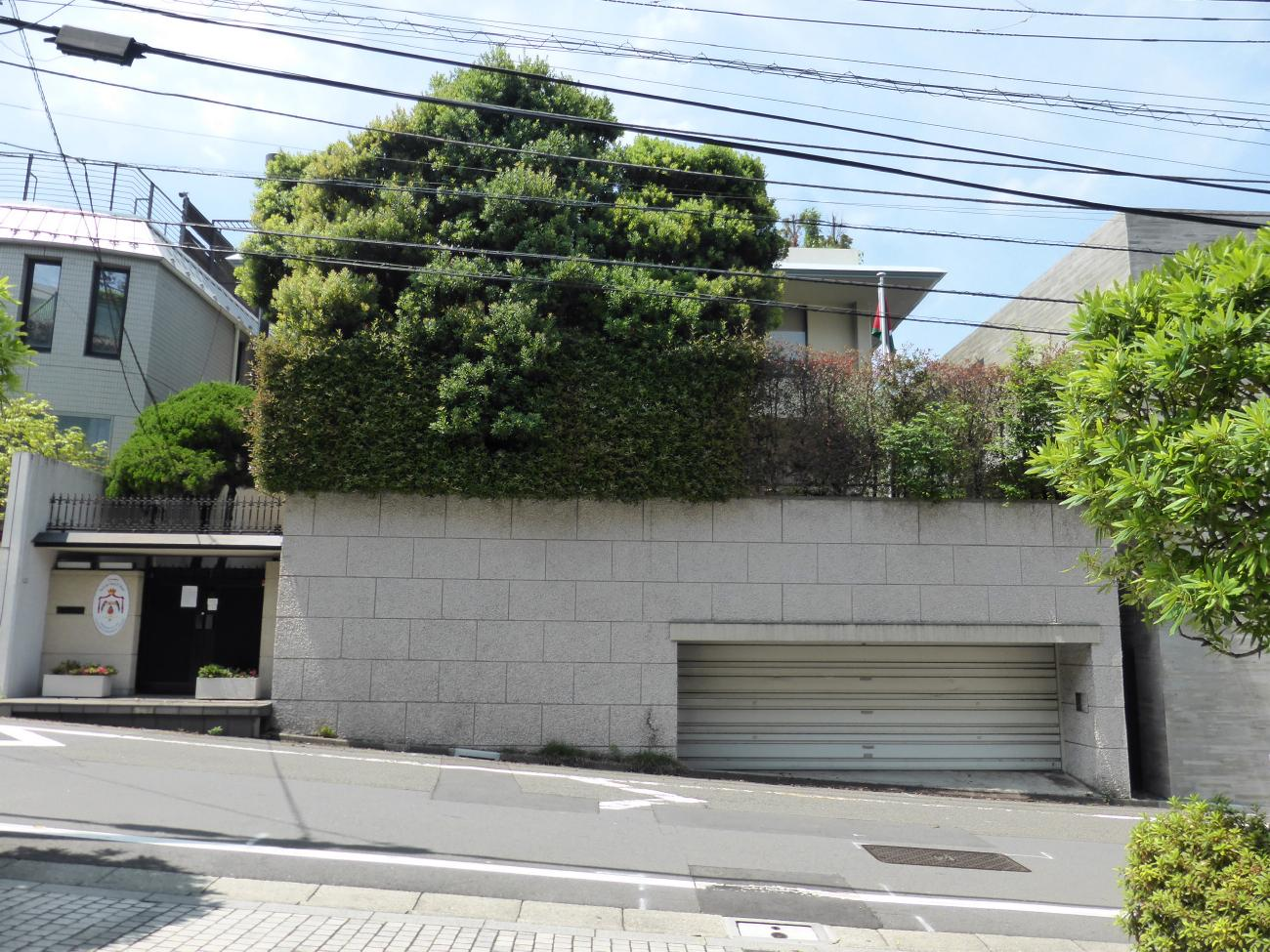
السفارة الأردنية في طوكيو

| - الصين - بكين (سفارة) - الهند - نيو دلهي (سفارة) - إندونيسيا - جاكارتا (سفارة) - اليابان - طوكيو (سفارة) - ماليزيا - كوالالمبور (سفارة) - باكستان - اسلام اباد (سفارة) | - جمهورية الصين - تايبيه (مكتب تجاري) - أوزبكستان - طشقند (سفارة) - أذربيجان - باكو - كازاخستان - أستانة - كوريا الجنوبية - سيئول - ماليزيا - كوالالمبور |

## الشرق الأوسط
| - البحرين - المنامة (سفارة) - إيران - طهران (سفارة) - العراق - بغداد (سفارة) - إسرائيل - تل ابيب (سفارة) - الكويت - مدينة الكويت (سفارة) - لبنان - بيروت (سفارة) - عمان - مسقط (سفارة) - دولة فلسطين - رام الله (مكتب تمثيلي) | - قطر - الدوحة (سفارة) - السعودية - الرياض (سفارة) - جدة (قنصلية) - سوريا - دمشق (سفارة) - تركيا - انقرة (سفارة) - الإمارات - أبوظبي (سفارة) - دبي (قنصلية) - اليمن - صنعاء (سفارة) |

## أفريقيا
| - الجزائر - الجزائر (سفارة) - مصر - القاهرة (سفارة) - ليبيا - طرابلس (سفارة) - المغرب - الرباط (سفارة) | - جنوب أفريقيا - بريتوريا (سفارة) - السودان - الخرطوم (سفارة) - تونس - تونس (سفارة) |

## أوقيانوسيا
- أستراليا
  - كانبرا (سفارة)

## المنظمات المتعددة الأطراف
- بروكسل (البعثة الدائمة لدى الاتحاد الأوروبي)
- القاهرة (البعثة الدائمة لدى الدول العربية)
- جنيف (البعثة الدائمة لدى الأمم المتحدة)
- نيويورك (البعثة الدائمة لدى الأمم المتحدة)
- فيينا (البعثة الدائمة لدى الأمم المتحدة)

### مواضيع ذات صلة
- وزارة الخارجية وشؤون المغتربين
- علاقات الأردن الخارجية
- قائمة البعثات الدبلوماسية في الأردن
- متطلبات التأشيرة للمواطن الأردني

## وصلات خارجية
- Foreign Ministry of the Hashemite Kingdom of Jordan
- Details of diplomatic missions of Jordan نسخة محفوظة 17 مايو 2022 على موقع واي باك مشين.